# Lanovka Bagnolet
Lanovka Bagnolet (francouzsky Téléphérique de Bagnolet) je projekt kabinové lanovky na pařížském předměstí Bagnolet. Má spojovat stanici pařížského metra Gallieni na lince 3 a čtvrť Noue ve městě Bagnolet.

## Historie
Na začátku roku 2008 firma Egisrail vypracovala studii proveditelnosti s pozitivním výsledkem, nicméně ještě v roce 2010 Syndicat des transports d'Île-de-France (STIF) dosud nerozhodl o projektu.
Autobusová linka 122, která spojuje stanici Gallieni s vysoko položenou čtvrtí Noue, má klikatou trať, což prodlužuje cestovní čas i přes relativně krátkou vzdálenost. Vytvoření kabelové lanovky přímo spojující tyto dva body by znamenalo významnou úsporu času, odhadovanou na dvě minuty oproti 12 minutám autobusem. Kromě toho trať vedená nad parkem Guilands-Jean-Moulin by snížila problémy s jeho ochranou. Obdobné zařízení pracuje v Medellínu (Kolumbie) v nadmořské výšce 550 m.
Vzhledem k současnému využití linky 122 se předpokládá nejnižší stav 2000 cestujících denně, což je 631 000 za rok a nejvyšší varianta počítá s 2950 cestujícími denně čili 921 000 ročně. Kapacita projektu počítá s přepravou 500 osob za hodinu a miliónem cestujících ročně. Celkové náklady projektu se odhadují na 8,5 miliónu eur.
V lednu 2011 radnice představila plán směřující k rozšířené verzi lanovky. Na rozdíl od původního by spojovala konečnou linky metra 3 a město Romainville, kam by měla být prodloužena tramvajová linka T1 přes Montreuil. Trať by byla dlouhá 2,2 km a byla by umístěná podél dálnice A3.
Tato automatická lanovka by jezdila rychlostí 40 km/h, umístěná ve výšce asi šesti metrů. Její kapacita by byla 8000 cestujících za hodinu. Předpokládají se čtyři stanice: jedna v Bagnolet, dvě v Montreuil a konečná v Romainville.